# عبد الله الرشيدي (لاعب رماية)
عبد الله الرشيدي، لاعب رماية كويتي نافس في ست دورات ألعاب أولمبية صيفية وهي الألعاب الأولمبية الصيفية 2000 في سيدني، الألعاب الأولمبية الصيفية 2004 في أثينا، الألعاب الأولمبية الصيفية 2008 في بكين، الألعاب الأولمبية الصيفية 2012 في لندن، الألعاب الأولمبية الصيفية 2016 في ريو دي جانيرو، الألعاب الأولمبية الصيفية 2020 في طوكيو. جاءت مشاركة الرشيدي في أولمبياد 2016 ضمن فريق الرياضيين الأولمبيين المستقلين في الألعاب الأولمبية الصيفية 2016 الذي ضمّ المشاركين الكويتين الذين لم يسمح لهم بالمشاركة تحت اسم الكويت بسبب الحرمان المفروض على اللجنة الأولمبية الكويتية.

## النتائج الأولمبية
| الدورة            | 1996                                                       | 2000                                                       | 2004                                                      | 2008                                                      | 2012                                                       | 2016                                                                | 2020                                                                |
| ----------------- | ---------------------------------------------------------- | ---------------------------------------------------------- | --------------------------------------------------------- | --------------------------------------------------------- | ---------------------------------------------------------- | ------------------------------------------------------------------- | ------------------------------------------------------------------- |
| رماية سكيت (رجال) | الألعاب الأولمبية الصيفية 1996 - رماية سكيت رجال - مركز 42 | الألعاب الأولمبية الصيفية 2000 - رماية سكيت رجال - مركز 14 | الألعاب الأولمبية الصيفية 2004 - رماية سكيت رجال - مركز 8 | الألعاب الأولمبية الصيفية 2008 - رماية سكيت رجال - مركز 7 | الألعاب الأولمبية الصيفية 2012 - رماية سكيت رجال - مركز 21 | الألعاب الأولمبية الصيفية 2016 - رماية سكيت رجال - الثالث (برونزية) | الألعاب الأولمبية الصيفية 2020 - رماية سكيت رجال - الثالث (برونزية) |

## روابط خارجية
- عبد الله الرشيدي على موقع الاتحاد الدولي (الإنجليزية)
- عبد الله الرشيدي على موقع اللجنة الأولمبية الدولية (الإنجليزية)
- عبد الله الرشيدي على موقع أوليمبيديا (الإنجليزية)